# 2-es busz (Tatabánya)
A tatabányai 2-es jelzésű autóbusz az Omega Park és a Környei úti forduló között közlekedik. A vonalat a T-Busz Tatabányai Közlekedési Kft. üzemelteti.

## Története
Az új buszvonalat 2018. január 1-jén indította el Tatabánya új közlekedési társasága, a T-Busz Kft.

## Útvonala
| Környei úti forduló felé | Omega Park felé |
| --- | --- |
| Omega Park (2) – Bárdos lakópark – Összekötő út – Sárberki lakótelep – Ifjúság utca – Mártírok útja – Fő tér – Komárom utca – Töhötöm vezér utca – Győri út – Ond vezér utca – Jedlik Ányos utca – Autóbusz-állomás (19) – Mozdony utca – Győri út – Dózsa György út – Erdész utca – Réti utca – Dózsa György út – Dankó Pista utca – Környei út – Környei úti forduló | Környei úti forduló – Környei út – Dankó Pista utca – Dózsa György út – Réti utca – Erdész utca – Dózsa György út – Győri út – Mozdony utca – Jedlik Ányos utca – Autóbusz-állomás (22) – Ond vezér utca – Győri út – Töhötöm vezér utca – Komárom utca – Fő tér – Mártírok útja – Ifjúság utca – Sárberki lakótelep – Összekötő út – Bárdos lakópark – Omega Park (4) |

## Megállóhelyei
| 0  | 0  | Omega Park végállomás           | 30 | 27 | 1, 1G, 4, 4E, 5, 5P, 6, 10, 11, 15, 16, 52, 52I, 55 8410, 8442 |
| ∫  | ∫  | Összekötő út                    | 28 | 26 | 5, 5P, 6, 15, 16, 52, 52I, 59, 59I 8406, 8410, 8421, 8422, 8423, 8432, 8435, 8436, 8437, 8442, 8443 |
| 3  | 2  | Sárberki lakótelep, bejárati út | ∫  | ∫  | 8S, 9, 9D, 52, 52I, 59, 59I |
| 4  | 3  | Sárberki lakótelep              | 26 | 24 | 8S, 9, 9D, 52, 52I, 59, 59I 8443 |
| 7  | 6  | Ifjúság út                      | 23 | 21 | 3, 3A, 3G, 3L, 6, 9, 9D, 10, 16, 38, 38G, 52, 52I, 53, 53B, 57, 59B, 59I, 70 8443 |
| 8  | 7  | Mártírok útja                   | 22 | 20 | 3, 3A, 3G, 3L, 6, 9, 9D, 10, 16, 38, 38G, 52, 52I, 53, 53B, 57, 59B, 59I, 70 8443 |
| 10 | 8  | Fő tér                          | 20 | 19 | 3, 3A, 3G, 3L, 6, 9, 9D, 10, 16, 38, 38G, 52, 52I, 53, 53B, 57, 59B, 59I, 70 8443 |
| 11 | 9  | Ond vezér utca                  | 19 | 18 | 3, 3A, 3G, 3L, 38, 38G, 53, 53B, 53I, 57 |
| 12 | 10 | Lehel tér                       | 18 | 17 | 3, 3A, 3G, 3L, 38, 38G, 53, 53B, 53I, 57 |
| 13 | 11 | Töhötöm vezér utca              | 17 | 16 | 3, 3A, 3G, 3L, 5P, 10, 11, 15, 38, 38G, 53, 53B, 53I, 57 8400, 8401, 8462 |
| 15 | 13 | Piac tér                        | 15 | 14 | 5P, 10, 11, 15, 38, 38G, 55, 57 8400, 8401, 8462 |
| 17 | 15 | Autóbusz-állomás                | 13 | 12 | 1, 1G, 5, 5P, 6, 9, 9D, 10, 11, 15, 16, 26, 26R, 50, 55, 57, 70 770, 8400, 8401, 8402, 8403, 8406, 8410, 8421, 8422, 8423, 8432, 8435, 8436, 8437, 8441, 8444, 8460, 8462, 8464, 8471, 8472, 8479 1702, 1758, 1784, 1824, 1841, 1842, 1843, 1844, 1845, 1848, 1850, 1851, 1852 S10 G10 S12 IC, EC, EN, gyorsvonat, expresszvonat, |
| ∫  | ∫  | Vasútállomás                    | 12 | 11 | 1, 1G, 5, 5P, 9, 9D, 15, 16, 26, 26R, 38, 38G, 50, 53I, 55, 57, 59B S10 G10 S12 IC, EC, EN, gyorsvonat, expresszvonat, |
| 20 | 18 | Dózsakert utca                  | 10 | 9  | 9D, 11, 26, 26R, 59I |
| 21 | 19 | Erdész utca                     | 9  | 8  | 9D, 11, 26, 26R, 59I |
| 23 | 21 | Millennium lakópark             | 7  | 6  | 8, 8L, 8S, 9D, 18, 26, 26R, 38, 38G, 51B, 52, 52I, 59, 59B, 59I |
| 24 | 22 | Bánki Donát iskola              | 6  | 5  | 8, 8L, 8S, 9D, 18, 26, 26R, 38, 38G, 51B, 52, 52I, 59, 59B, 59I |
| 25 | 23 | Madách Imre utca                | 5  | 4  | 1, 1G, 6, 9, 9D, 11, 16, 26, 26R, 50, 51B, 52, 52I, 57, 59I 8443 |
| 27 | 24 | Kertvárosi elágazás             | 3  | 2  | 4, 4E, 9, 9D, 50, 51, 57, 59I 8402, 8403, 8441, 8442, 8443, 8460, 8462, 8464 1702, 1841, 1845, 1851 |
| 29 | 26 | Bánhida, vasúti megállóhely     | 1  | 1  | 4E 8419, 8441, 8442, 8443, 8460, 8462, 8464 1702, 1841, 1845, 1851 S12 |
| 30 | 27 | Környei úti forduló végállomás  | 0  | 0  | 4E 8441, 8442, 8443, 8460, 8462, 8464 1702, 1841, 1845, 1851 |

## Külső hivatkozások
- Vonaltérképek. T-Busz Tatabányai Közlekedési Kft.. (Hozzáférés: 2018. december 3.)